# Metrane
Metrane (franska: Metrane (CR), Metrane (Commune Rurale), arabiska: المشرك) är en kommun i Marocko.   Den ligger i provinsen Sidi Bennour och regionen Casablanca-Settat, 200 km sydväst om huvudstaden Rabat. Antalet invånare är 11 627.